# Västra Eneby landskommun
Västra Eneby landskommun var en tidigare kommun i Östergötlands län.

## Administrativ historik
När 1862 års kommunalförordningar trädde i kraft inrättades i Sverige cirka 2 500 kommuner. Huvuddelen av dessa var landskommuner (baserade på den äldre sockenindelningen), vartill kom 89 städer och åtta köpingar. Då inrättades i Västra Eneby socken i Kinda härad i Östergötland denna kommun.
Vid kommunreformen 1952 uppgick denna i Västra Kinda landskommun som 1974 uppgick i Kinda kommun.